# 埃斯卡赖
埃斯卡赖，是西班牙拉里奥哈自治区的一个市镇。总面积143平方公里，总人口1912人（2001年），人口密度13人/平方公里。